# Robert Stix
Robert Stix (* 27. Juli 1903 in Feldsberg; † 27. April 1974 in Wien) war ein österreichischer Elektrotechniker und Hochschullehrer. Er war Rektor der Technischen Hochschule Wien.

## Leben
Robert Stix studierte an der Technischen Hochschule Wien Elektrotechnik. Ab 1925 war als Ingenieur bei den Siemens-Schuckertwerken tätig, wo er sich mit der Entwicklung von Lokomotivmotoren beschäftigte. 1928 promovierte er an der Technischen Hochschule, 1947 habilitierte er sich dort für Elektromaschinenbau.
Von 1952 bis 1973 war er ordentlicher Professor für Elektromaschinenbau an der Technischen Hochschule Wien, in den Studienjahren 1958/59 und 1959/60 auch Dekan der Fakultät für Maschinenwesen und Elektrotechnik. Im Studienjahr 1966/67 wurde er zum Rektor der Technischen Hochschule Wien gewählt. In seiner Amtszeit wurde unter anderem mit dem Bau des Neuen Elektrotechnischen Institutsgebäudes an der Ecke Favoritenstraße/Gußhausstraße begonnen, außerdem wurde die Dachgleiche beim ersten Teil des Chemiehochhauses am Getreidemarkt erreicht.
1971 wurde ihm das Große Silberne Ehrenzeichen für Verdienste um die Republik Österreich verliehen. Robert Stix war ein Ur-Urenkel von Johann Joseph von Prechtl, dem ersten Direktor des k.k. Polytechnischen Institutes. Er wurde am Hietzinger Friedhof bestattet.
Auf den Plänen von Stix beruhen die meisten österreichischen Bahnmotoren für 16,7 Hz, zuletzt die Elektromotoren der Lokomotiven der Reihe 1042 der Österreichischen Bundesbahnen.